# Sebastiano Ziani
Sebastiano Ziani, död 1178, var en venetiansk doge. Han var regerande doge av Venedig 1172–1178.